# Regiunea Benishangul-Gumuz
Benishangul-Gumuz (amharică ቤንሻንጉል ጉሙዝ ) este o regiune din nord-vestul Etiopiei la hotar cu Sudanul. Anterior era cunoscută cu numele de Regiunea 6. Capitala regiunii este Assosa. După adoptarea constituției din 1995 regiunea a fost creată din partea cea mai vestică a provinciei Gojjam (partea de la nord de râul Abay) și partea de nord-vest a provinciei Welega (partea de la sud de Abay). Numele regiunii provine de la două popoare – Berta (numiți și Benishangul) și Gumuz.
Regiunea s-a confruntat cu provocări majore în dezvoltarea sa economică, din cauza lipsei infrastructurii de transport și comunicații. Râul Abay (Nilul Albastru) împarte Benishangul-Gumuz în două și până în 2012 nu exista niciun pod peste acest râu. Șoseaua principală care leagă Zona Metekel și Zona Assosa a fost construită de China Construction Company în 2012. Parte a șoselei este un pod de 365 m peste Abay. În zilele noastre călătoria între capitala regională Assosa și Gilgil Beles, capitala zonei Metekel, este simplă. Anterior traseul trecea prin Wollega și Gojjam în regiunile învecinate Oromia și Amhara, o distanță de 1.250 km, dar acum, pe noul drum și pod, este în jur de 378 km. Condițiile de călătorie în interiorul zonelor variază, dar sunt adesea slabe și pot fi perturbate de sezonul ploios.
Grupurile etnice includ amhara (25,41%), berta (21,69%), gumuz (20,88%), oromo (13,55%), șinașa (7,73%) și agaw-awi (4,22%). Principalele limbi sunt berta (25,15%), amharică (22,46%), gumuz (20,59%), oromo (17,69%), șinașa (4,58%) și awngi (4,01%). În ceea ce privește religia, 44,7% erau creștini ortodocși, 33,3% musulmani, 13,53% protestanți și 7,09% practicau credințe tradiționale. Avea o populație estimată de 1.127.001 în 2018.
Pe Nilul Albastru a fost construit Marele Baraj al Renașterii Etiopiene, cea mai mare hidrocentrală din Africa.